# 関門“ノスタルジック”海峡
関門“ノスタルジック”海峡 ～時の停車場、近代化の記憶～（かんもんノスタルジックかいきょう ときのていしゃじょう、きんだいかのきおく）は、福岡県北九州市門司区・山口県下関市の関門海峡沿いの観光資源群の総称。
2017年4月28日に文化庁の認定する「日本遺産」の一つとされた。

## 概要
日本遺産認定時の「ストーリー」として設定された事柄は以下の通り。
瀬戸内海と日本海との結節点でもある関門海峡は古くから交通の要衝であったが、1864年の下関戦争の長州藩敗戦により下関が事実上開港。海峡の入り口には西側に六連島灯台、東側に部埼灯台と2基の洋式灯台が建築され、下関と門司は「関門港」として国際交易の要衝としても位置づけられることになり、以後多くの洋風建築物が建築されることとなった。これらの施設群を中心とした文化財46件を観光資源として申請したものである。日本遺産への申請は下関市と北九州市の連名で行ったが、北九州市が代表自治体として申請している。

## 構成文化財
| 文化財の名称                                                  | 所在地                  | 指定等の状況           |
| ------------------------------------------------------------- | ----------------------- | ---------------------- |
| 六連島灯台                                                    | 下関市                  | 国重要文化財（建造物） |
| 部埼灯台                                                      | 北九州市門司区          | 国重要文化財（建造物） |
| 九州鉄道記念館（旧九州鉄道本社）                              | 北九州市門司区          | 国登録（建造物）       |
| 下関南部町郵便局庁舎 （旧赤間関郵便電信局）                   | 下関市                  | 国登録（建造物）       |
| 若松石炭会館                                                  | 北九州市若松区          | 未指定（建造物）       |
| 旧下関英国領事館                                              | 下関市                  | 国重要文化財（建造物） |
| 旧宮崎商館                                                    | 下関市                  | 国登録（建造物）       |
| 旧門司税関                                                    | 北九州市門司区          | 復元                   |
| 旧サッポロビール九州工場 事務所棟、醸造棟、組合棟、倉庫       | 北九州市門司区          | 国登録（建造物）       |
| 上野ビル（旧三菱合資会社若松支店） 本館、倉庫棟、旧分析室ほか | 北九州市若松区          | 国登録（建造物）       |
| 門司港駅（旧門司駅）本屋                                      | 北九州市門司区          | 国重要文化財（建造物） |
| 旧秋田商会ビル（下関観光情報センター）                        | 下関市                  | 市有形文化財（建造物） |
| 三菱重工業下関造船所 第3ドック、第4ドック                     | 下関市                  | 未指定（建造物）       |
| 北九州市旧大阪商船                                            | 北九州市門司区          | 国登録（建造物）       |
| 料亭金鍋 本館、表門                                           | 北九州市若松区          | 国登録（建造物）       |
| 旧古河鉱業若松ビル                                            | 北九州市若松区          | 国登録（建造物）       |
| 杤木ビル                                                      | 北九州市若松区          | 未指定（建造物）       |
| 山口銀行旧本店                                                | 下関市                  | 県有形文化財（建造物） |
| 旧金ノ弦岬灯台                                                | 下関市                  | 国重要文化財（建造物） |
| 旧門司三井倶楽部 本館、附属屋                                 | 北九州市門司区          | 国重要文化財（建造物） |
| 岩田家住宅 主屋、土蔵                                         | 北九州市門司区          | 市有形文化財（建造物） |
| 旧逓信省下関郵便局電話課庁舎 （下関市立近代先人顕彰館）       | 下関市                  | 市有形文化財（建造物） |
| ニッカウヰスキー門司工場製造場 （旧大里酒精製造所 製造場）    | 北九州市門司区          | 未指定（建造物）       |
| ニッカウヰスキー門司工場倉庫 （旧大里酒精製造所 倉庫）        | 北九州市門司区          | 未指定（建造物）       |
| 蜂谷ビル（旧東洋捕鯨株式会社下関支店）                        | 下関市                  | 国登録（建造物）       |
| 門司郵船ビル（日本郵船門司支店）                              | 北九州市門司区          | 未指定（建造物）       |
| 旧大連航路上屋                                                | 北九州市門司区          | 未指定（建造物）       |
| 門司区役所（旧門司市役所）                                    | 北九州市門司区          | 国登録（建造物）       |
| 関門ビル（旧関門汽船）                                        | 下関市                  | 未指定（建造物）       |
| 三宜楼                                                        | 北九州市門司区          | 未指定（建造物）       |
| 中国労働金庫下関支店 （旧不動貯金銀行下関支店）               | 下関市                  | 未指定（建造物）       |
| 北九州銀行門司支店 （旧横浜正金銀行門司支店）                 | 北九州市門司区          | 未指定（建造物）       |
| 藤原義江記念館（旧リンガー邸）                                | 下関市                  | 国登録（建造物）       |
| 旧JR九州本社ビル                                              | 北九州市門司区          | 未指定（建造物）       |
| 日清講和記念館                                                | 下関市                  | 国登録（建造物）       |
| 関門隧道下り線、 関門隧道上り線                               | 下関市 - 北九州市門司区 | 未指定（建造物）       |
| 世界平和パゴダ                                                | 北九州市門司区          | 国登録（建造物）       |
| ホーム・リンガ商会                                            | 北九州市門司区          | 未指定（建造物）       |
| 下関駅の振鈴                                                  | 下関市                  | 未指定（有形民俗）     |
| バナナの叩き売り                                              | 北九州市、下関市        | 未指定（無形民俗）     |
| フグ料理                                                      | 下関市、北九州市        | 未指定（無形民俗）     |
| 長州藩下関前田台場跡                                          | 下関市                  | 国史跡                 |